# Ferry Porsche Congress Center

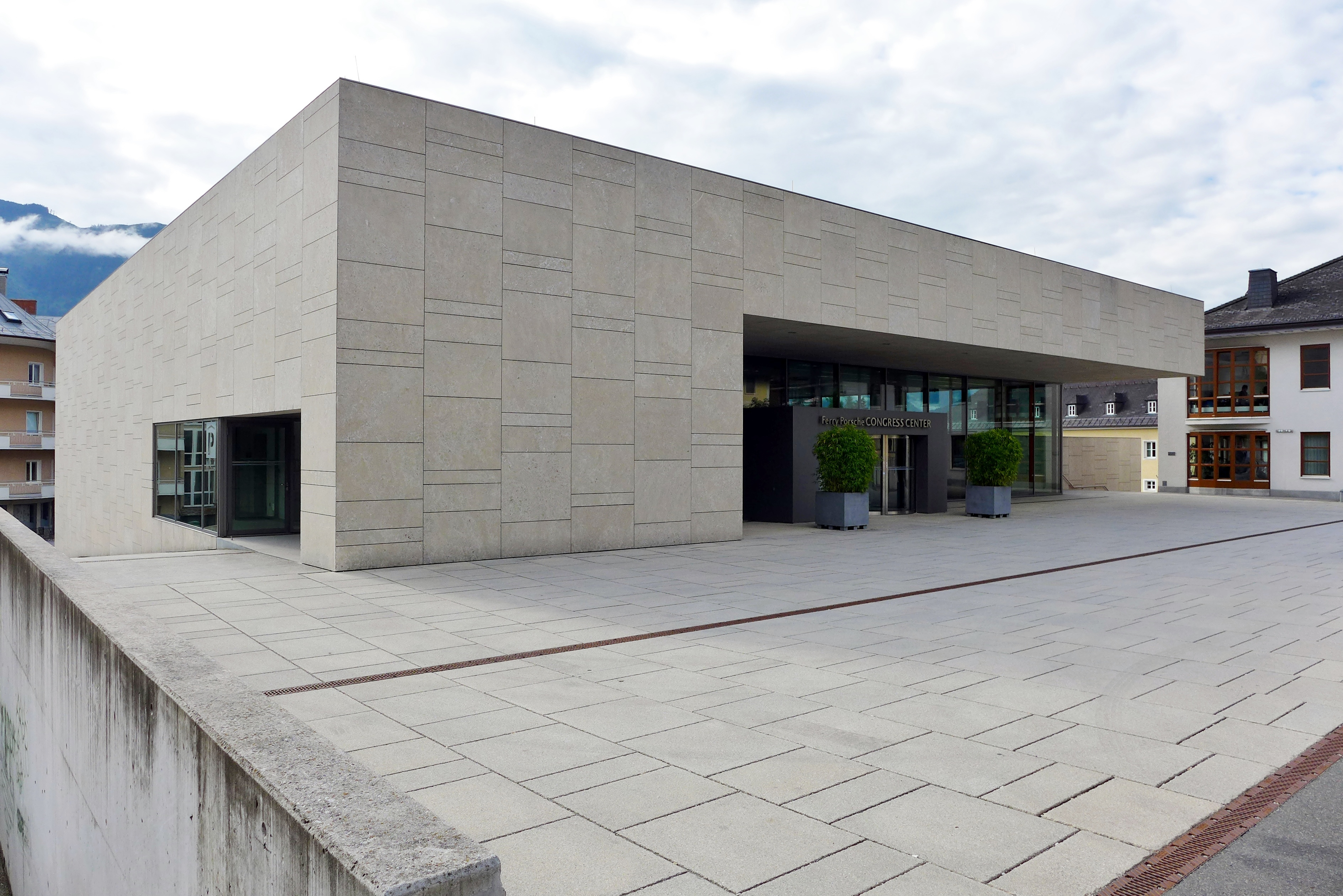
Ansicht von Nord-Westen

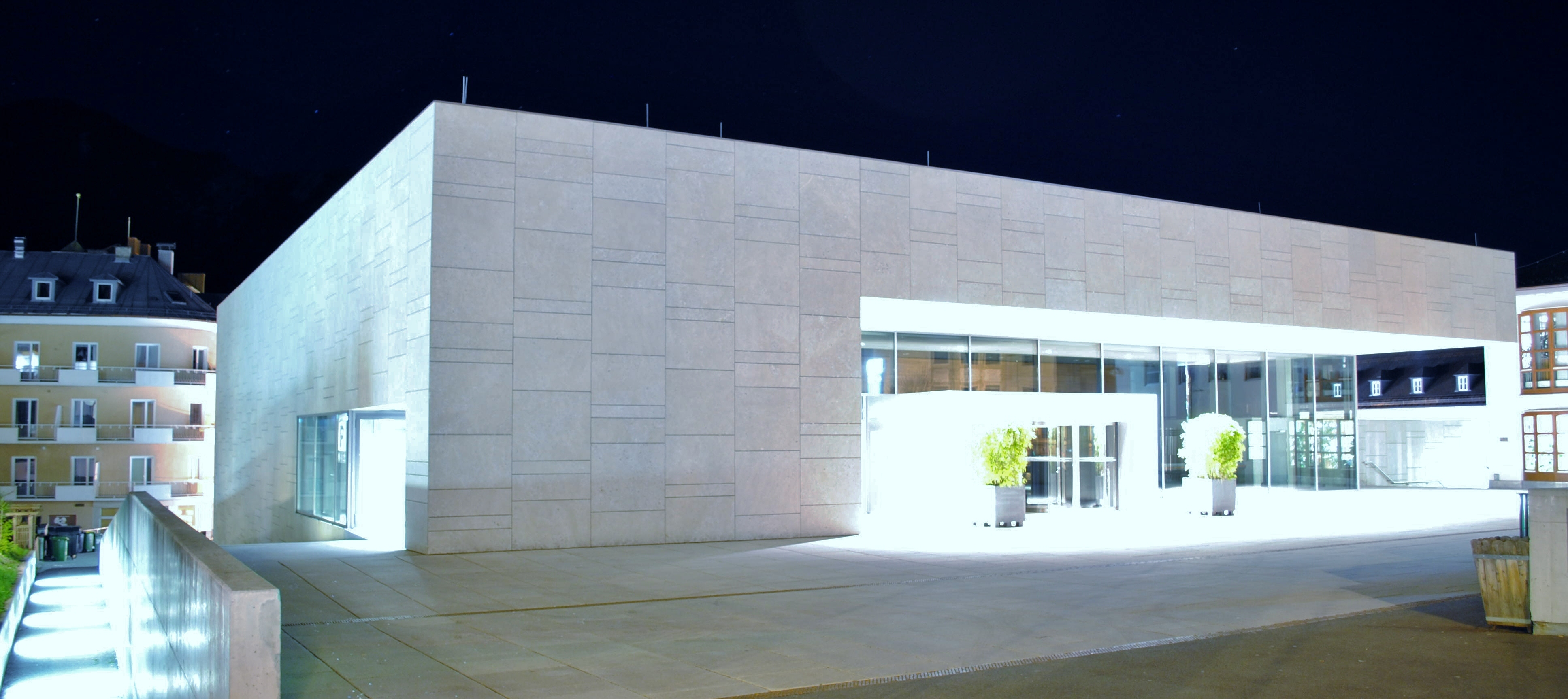
Ansicht von Nord-Westen bei Nacht

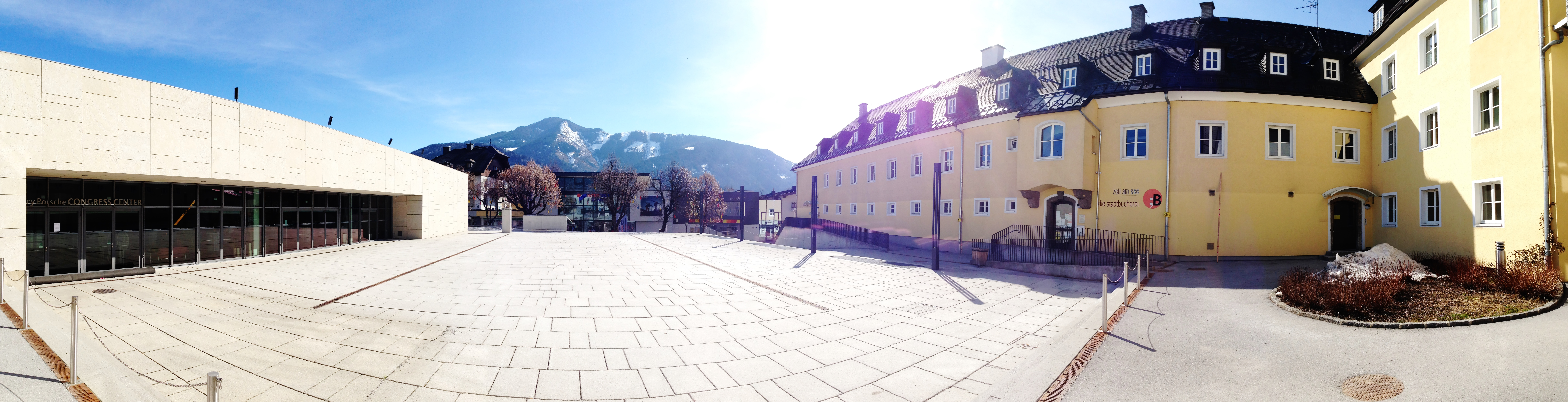
Ferry Porsche Congress Center Platz

Das Ferry Porsche Congress Center (FPCC) ist ein 2007 fertiggestelltes multifunktionales Veranstaltungszentrum der Stadtgemeinde Zell am See, welches nach dem Automobilbauunternehmer und Zeller Ehrenbürger Ferry Porsche benannt ist.

## Geschichte
Baubeginn war im April 2006. Nach einer Bauphase von 14 Monaten wurde das Gebäude im Juli 2007 fertiggestellt. Der in der Ausschreibung veranschlagte Kostenrahmen betrug (ohne MwSt.) 9,5 bis 10,5 Millionen Euro, die tatsächlichen Baukosten beliefen sich aber auf etwa 13 Millionen Euro und wurden von der Stadtgemeinde und dem Tourismusverband getragen.
Zur Durch- und Umsetzung des Projektes trug wesentlich der Bürgermeister Georg Maltschnig bei, der zum einen mit der Belebung der Vor- und Nachsaisonen des Ortes durch Kongresstourismus, zum anderen mit der Schaffung einer angemessenen Veranstaltungsmöglichkeit für die einheimische Bevölkerung argumentierte.
Die Planung des modernen Baus stammt aus der Zusammenarbeit der beiden deutschen Architekturbüros Perler und Scheurer und Giesecke und Schetter. Das Gebäude in Form von zwei sich durchdringenden Quadern wurde auf einem ursprünglich als Tennisplatz genützten Areal im Stadtzentrum errichtet, wo es u. a. in direkter Nähe zum Rathaus, zum Bahnhof, zum Bezirksgericht, zum Zeller See und zum Stadtplatz liegt.
Die Architektur des Gebäudes stellt mit seinen zwei großzügigen, auf unterschiedlichem Niveau gelegenen und mit Treppen verbundenen Plätzen auch ein Bindeglied zwischen der Brucker Bundesstraße im Westen und der Fußgänger- und Einkaufszone Bahnhofsstraße im Osten dar.
Das Gebäude selbst weist eine Gesamtveranstaltungsfläche von 1.360 m² auf, die durch flexible Wandelemente je nach Bedarf angepasst werden kann und bis zu 1.200 Personen Platz bietet.
Um ausreichend Parkraum für die Besucher des Kongresszentrums zu schaffen, wurde die bereits zuvor bestehende Rathaus-Tiefgarage auf 400 Stellplätze erweitert.
Der Betrieb des Kongresszentrums erfolgt durch die für diesen Zweck gegründete Congress Center GmbH, deren Geschäftsführer Oliver Stärz ist.